# زمردماهی کالیفرنیا
زمردماهی کالیفرنیا (نام علمی: Oxyjulis californica) نام یک گونه از تیره زمردماهیان است.